# 弗兰克·安德松
弗兰克·安德松（瑞典語：Frank Andersson，1956年5月9日—2018年9月9日），瑞典男子摔跤运动员。他曾代表瑞典参加1976年、1980年和1984年夏季奥林匹克运动会摔跤比赛，获得一枚铜牌。